# Tottori
Tottori (japonsky: 鳥取市; Tottori-ši) je hlavní město prefektury Tottori v regionu Čúgoku v Japonsku. Město se rozkládá poblíž Japonského moře, ale neleží na pobřeží. Žije zde přibližně 187 tisíc obyvatel. Tottori bylo založeno 1. října 1889.
V Japonsku je město známé svými písečnými dunami (鳥取砂丘, Tottori sakjú), na které se jezdí dívat návštěvníci z celého Japonska.
Nejstarší část města leží okolo hory Kjušózan. V centru se nacházejí ruiny hradu Tottori. Na podzim se ve městě koná festival Šan-šan, během kterého týmy tanečníků v kostýmech tancují s velkými deštníky.
21. října 2016 zde zemětřesení poškodilo mnoho budov a zranilo několik lidí.

## Zajímavosti
- Písečné duny Tottori (鳥取砂丘, Tottori sakjú)
- Návštěvnické centrum písečných dun Tottori
- Muzeum písku Tottori (砂の美術館, Suna no bidžucukan)
- Zřícenina hradu Tottori (鳥取城, Tottori-džó)
- Jinpukaku (仁風閣, Džinpukaku) – rezidence klanu Ikeda ve francouzském renesančním stylu
- Prefekturní muzeum Tottori (鳥取県立博物館, Tottori kenricu hakubucukan) – přírodovědné, kulturně-historické, umělecké muzeum
- Historické muzeum města Tottori/ Jamabikokan (鳥取市歴史博物館, Tottori-ši rekiši hakubucukan)
- Muzeum lidových řemesel Tottori (鳥取民芸美術館, Tottori mingei bidžucukan)
- Buddhistický chrám Kannon-in (観音院, Kannon-in) – chrám buddhistické školy Tendai[2]

## Partnerská města
- Čchongdžu, Jižní Korea (30. srpen 1990)
- Hanau, Německo (20. listopad 2001)
- Tchaj-cchang, Čína (listopad 1995)